# Olaya Herrera (kommun)
Olaya Herrera är en kommun i Colombia.   Den ligger i departementet Nariño, i den västra delen av landet, 500 km sydväst om huvudstaden Bogotá. Antalet invånare är 27 359.